# 長谷川逸子
長谷川逸子（1941年12月1日—）是日本的建築師，菊竹清訓事務所出身。

## 生平
1941年出生於靜岡縣燒津市，畢業於關東學院大學工學院建築系。在當過東京工業大學研究生後，1979年成立長谷川逸子・建築計畫工房。擔任關東學院大學的客座教授。
與伊東豊雄一樣同為野武士世代的代表人物。在獲選為由兩大巨匠槇文彥、磯崎新擔任審査員（當時，這二人都已是能對中堅份子產生影響力的當代巨匠）的湘南台文化中心競圖案之後，一躍成為注目的焦點。

## 作品
- 1977年　柿生之家
- 1978年　燒津的文具店
- 1979年　德丸小兒科
- 1989年　湘南台文化中心
- 1994年　墨田生涯學習中心
- 1994年　Footwork計算機中心
- 1994年　大島町繪本館＋繪本交流公園
- 1994年　冰見市立佛生寺小學
- 1995年　笛吹川水果公園
- 1997年　冰見市立海峰小學
- 1998年　三浦美術館
- 1998年　茨城縣營滑川公寓
- 1999年　新潟市民藝術文化會館
- 1999年　交流ESP鹽灶
- 2001年　月見之里學遊館
- 2002年　Y･S住宅
- 2003年　SN住宅
- 2005年　本陣市營住宅・太田行政中心

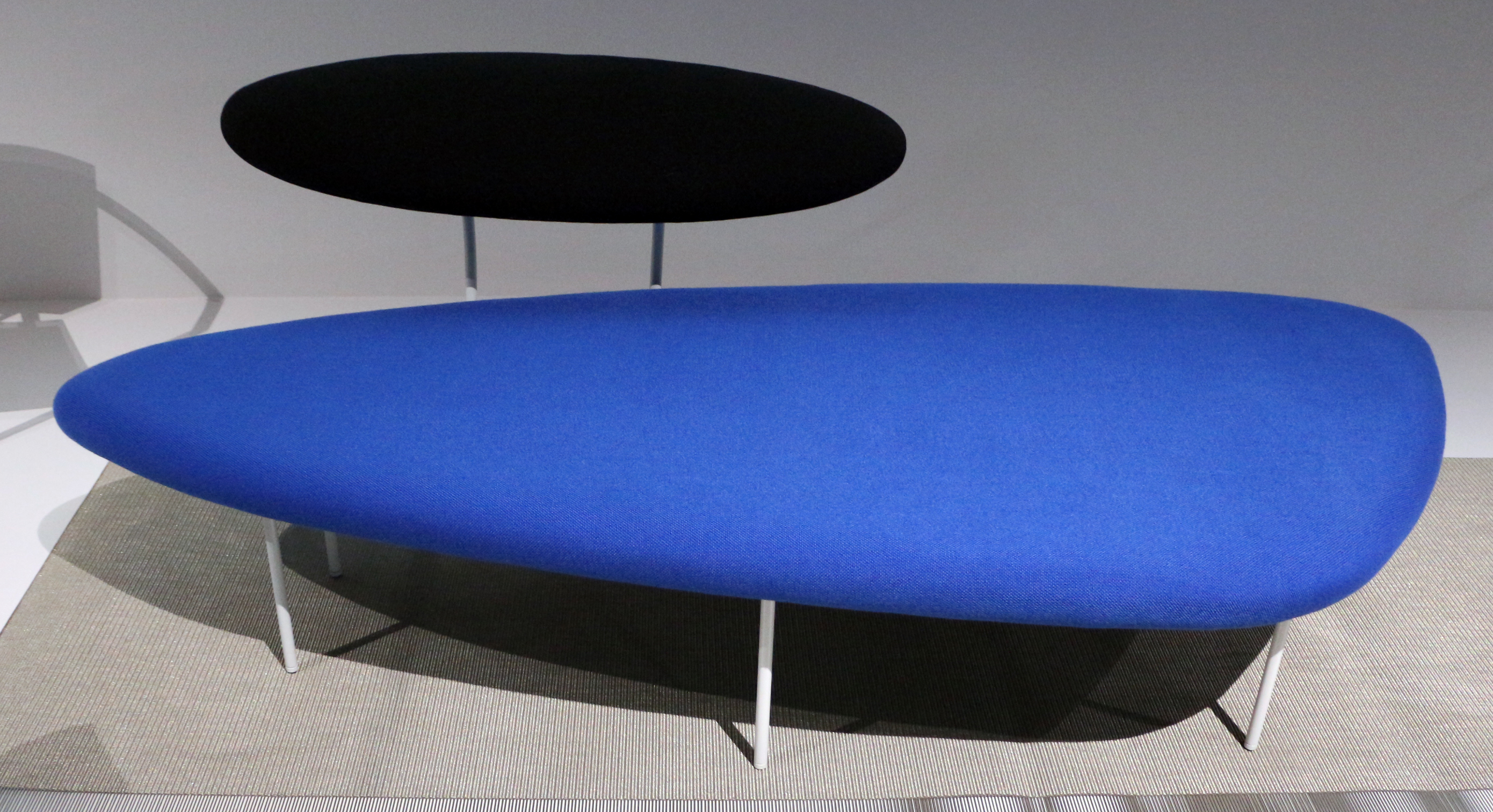
Sofa by Itsuko Hasegawa, Musée national d'art moderne, Paris

- 2005年　靜岡大成中學・高級中學（也是長谷川逸子的母校）
- 2006年　珠洲市多功能表演中心（La Porte SUZU）

## 相關連結
- 長谷川逸子・建築計畫工房官方網站 （页面存档备份，存于）